# Елеонора фон Льовенщайн-Вертхайм
Елеонора Мария Анна фон Льовенщайн-Вертхайм-Рошфор (на немски: Eleonore Maria Anna von Löwenstein-Wertheim; * 16 февруари 1686, Виена; † 22 февруари 1753, дворец Ротенбург в Ротенбург на Фулда) е графиня от фамилията Льовенщайн-Вертхайм-Рошфор от страничната линия на Вителсбахите и чрез женитба ландграфиня на Хесен-Ротенбург (20 ноември 1725 – 29 ноември 1749).

## Живот
Дъщеря е на княз Максимилиан Карл (1656 – 1718) и съпругата му графиня Поликсена Мария фон Лихтенберг (1658 – 1712). Нейната леля графиня Мария Анна фон Льовенщайн-Вертхайм (1652 – 1688) се омъжва 1669 г. за ландграф Вилхелм I фон Хесен-Ротенбург (1648 – 1725).
На 3 април 1711 г. баща ѝ е издигнат на княз от император Йозеф I. Нейният брат княз Доминик Марквард (1690 – 1735) се жени на 28 февруари 1712 г. за Христина Франциска Поликсена фон Хесен-Рейнфелс (1688 – 1728), дъщеря на ландграф Карл фон Хесен-Ванфрид.
Елеонора се омъжва на 9 ноември 1704 г. във Франкфурт за ландграф Ернст II Леополд (1684 – 1749), най-възрастният син на ландграф Вилхелм I фон Хесен-Ротенбург „Стария“ и леля и ̀графиня Мария Анна фон Льовенщайн-Вертхайм. Като ландграфиня Елеонора има голямо влияние в двора и във Виена заедно с ландграфа и дъщеря си.

## Деца
Елеонора и Ернст II Леополд имат 10 деца, четири сина и шест дъщери:
- Йозеф (1705 – 1744), наследствен принц

∞ 1726 за принцеса Христина фон Залм-Ньофвил (1707 – 1775); той става тъст на френския маршал Шарл де Роган, принц де Субиз
- Поликсена Христина Йоханета (1706 – 1735), кралица на Сардиния (1730 – 1735)

∞ 1724 г. за крал Карл-Емануил III (1701 – 1773), син на Виктор Амадей II
- Вилхелмина Магдалена (1707 – 1708)
- Вилхелм (*/† 1708)
- София (1709 – 1711)
- Франц Александер (1710 – 1739), убит в битката при Гроцка
- Константин (1716 – 1778), ландграф на Хесен-Рейнфелс-Ротенбург

∞ 1745 г. за графиня Мария Ева София фон Щаремберг (1722 – 1773)
∞ 1775 г. за графиня Йохана Хенриета от Бомбел (1751 – 1822)
- Елеонора Филипина (1712 – 1759)

∞ 1731 г. за пфалцграф Йохан Христиан Йозеф фон Пфалц-Зулцбах (1700 – 1733)
- Каролина (1714 – 1741)

∞ 1728 за принц Луи IV Хенри дьо Бурбон, принц дьо Кондé (1692 – 1740)
- Христина (1717 – 1778)

∞ 1740 за принц Луи Виктор Савойски-Каринян (1721 – 1778); двамата са прародители на Карл Алберт (1798 – 1849), крал на Сардиния (1831 – 1849)